# Roberto Marinho
Roberto Marinho (Rio de Janeiro, 3 dicembre 1904 – Rio de Janeiro, 6 agosto 2003) è stato un giornalista, imprenditore e dirigente d'azienda brasiliano,  fondatore dell'impero mediatico Gruppo Globo, la più grande società nel continente americano e la quarta più grande società televisiva al mondo. Considerato il magnate dei media più influente del Brasile, mantenne una tradizione di vicinanza al potere sin dagli inizi, sostenendo sia la dittatura militare (1964-1985) sia tutti i governi successivi.

## Biografia
Era il figlio maggiore di cinque figli del giornalista Irineu Marinho e di Francisca Pisani Marinho, di origini italiane. Studiò alla Escola Profissional Sousa Aguiar e al Colégio Anglo-Brasileiro e al Colégio Paula Freitas e Aldridge (1911-1922) a Rio de Janeiro. Dopo che suo padre Irineu Marinho perse tutte le azioni del piccolo e insignificante giornale A Noite ("La sera"), creato nel 1911, fondò il giornale O Globo il 29 luglio 1925 con tredici ex colleghi. Pochi giorni dopo, il 25 agosto 1925, Irineu Marinho morì per un infarto. La famiglia spinse il ventenne Roberto a prendere in mano la gestione dell'azienda. Tuttavia, inizialmente rifiutò la responsabilità di direttore del giornale, appena nato, così la direzione fu assunta da Euclydes de Matos, un giornalista amico di suo padre. Nel 1931, con la morte di Eucycles de Mattos, Roberto Marinho, allora 26enne, assunse la carica di direttore-caporedattore di O Globo. Ne fece il primo mattone di quello che poi divenne la Organizações Globo, gruppo mediatico proprietario di quotidiani, emittenti radiofoniche (come Rádio Globo e Radio CBN) e televisive (fra cui Rede Globo, il principale canale televisivo brasiliano). 

### Influenza politica
Appena diventato maggiorenne fu uno dei primissimi esponenti del "movimento dei tenenti", partecipando alla "rivolta dei 18 di Forte Copacabana" (1922), la prima di una serie di proteste che portarono alla fine della cosiddetta Vecchia Repubblica". Nel colpo di stato del 1930, "O Globo" sostenne il governo di Getúlio Vargas e la "Rivoluzione Costituzionalista" del 1932, adottando sempre una posizione politica ed editoriale cauta, che fece della lotta contro il comunismo uno dei suoi tratti distintivi. Sebbene il suo giornale avesse imposto restrizioni al colpo di stato che generò l'Estado Novo, Marinho mantenne uno stretto rapporto con Getúlio Vargas, viaggiando attraverso le più alte sfere del potere e utilizzando il suo giornale per difendere le azioni del governo dittatoriale e trarne vantaggio politico ed economico.  All'inizio della seconda guerra mondiale, Marinho espresse la sua opposizione alla posizione di neutralità adottata dal governo brasiliano e si allineò con gli alleati. Dopo che il Brasile appoggiò le forze alleate, Marinho dette ampia copertura alle operazioni della Forza di spedizione brasiliana, lanciando anche il tabloid "O Globo Expedicionário".
Il 2 dicembre 1944, Marinho acquisì Rádio Transmissora dalla RCA Victor, e la trasformò in Rádio Globo do Rio de Janeiro, la sua prima stazione di trasmissione. Con la fine della guerra e la crisi politica del Getulio Vargas, Marinho prese posizione a favore della ridemocratizzazione del Brasile e sostenne personalmente Eduardo Gomes, candidato dell'Unione Nazionale Democratica, alle elezioni presidenziali del 1945, anche se mantenne il suo giornale in una posizione di neutralità durante la campagna presidenziale. Nonostante la sconfitta del suo candidato favorito, Marinho mise il suo giornale al servizio del governo Dutra, sostenendone l'azione nel Palazzo Catete.
Nelle elezioni del 1950, Marinho sostenne nuovamente Eduardo Gomes, dell'UDN, ma Getúlio Vargas vinse le elezioni. Inizialmente, le Organizzazioni Globo adottarono un tono moderato e critico nei confronti del nuovo governo Vargas, ma iniziarono ad opporsi fortemente dal 1953 in poi. Il giornale "O Globo" organizzò una campagna contro la creazione di Petrobras, e Rádio Globo divenne la voce dei fedeli oppositori del presidente, tra cui Carlos Lacerda, che quasi quotidianamente usava i microfoni della stazione di Marinho per attaccare il governo. Il tono incendiario di Lacerda contro Vargas portò Roberto Marinho a preoccuparsi per le trasmissioni che stavano scontentando molto il governo. Dopo il tragico esito del governo Vargas nel 1954, Juscelino Kubitschek, eletto presidente nel 1955, ricevette una moderata opposizione da Marinho, che finì per beneficiare della sua prima concessione pubblica per un canale televisivo, TV Globo Rio de Janeiro.
Nelle successive elezioni del 1960, Roberto Marinho appoggiò Jânio Quadros, che finì per vincere, ma non era d'accordo con la politica estera indipendente e fu deluso dalle sue dimissioni in poco meno di sette mesi di governo. Inizialmente tollerante nei confronti del suo successore João Goulart, Marinho iniziò presto a cospirare per rovesciare il nuovo presidente, mettendo i suoi giornali e televisioni a disposizione dell'opposizione e sostenendo il movimento che determinò il colpo di stato militare del 1964.

### La dittatura militare (1964-1985)
Sotto la dittatura militare (1964-85), Marinho ricevette la licenza per un'emittente nazionale. Nell'aprile 1965, aprì TV Globo, canale 4, a Rio de Janeiro, l'anno successivo acquisì una nuova concessione, il canale 5 di San Paolo, TV Paulista, che sarebbe diventata TV Globo São Paulo. Nel 1968 ottenne la concessione del canale 12 di Belo Horizonte che sarebbe diventato TV Globo Minas. Successivamente, Marinho ha ottenuto altre due concessioni a Brasilia e Recife, dando vita a Rede Globo de Televisão.
Non disponendo allora del capitale necessario per la nuova impresa, nel 1962 Roberto Marinho firmò due accordi con il gruppo nordamericano Time-Life: uno per l'assistenza tecnica e l'altro per una joint venture, che sarebbe stata la base per un accordo societario nella società di produzione dei programmi. All'epoca il gruppo americano versò un anticipo finanziario per investimenti in cambio di una partecipazione del 49% nell'impresa. Il contratto di assistenza tecnica era effettivamente in vigore. Time-Life si è impegnata a inviare a TV Globo, in qualità di consulente del consiglio, persone qualificate nel campo della contabilità e della finanza e ha inoltre assicurato la formazione del team di TV Globo nelle specialità necessarie per l'operazione tecnica. Tuttavia, la parte che aveva una joint venture nella produzione di programmi non ha mai avuto luogo. Con il denaro anticipato, Time-Life ha acquistato l'edificio e ha addebitato l'affitto a TV Globo. Con la decisione di TV Globo di non proseguire nella joint venture, l'edificio fu richiesto in garanzia e attraverso un prestito, nel 1969 Roberto Marinho lo riacquistò ponendo fine al contratto di assistenza tecnica con Time-Life.
Nel 1966 fu creata la Commissione parlamentare d'inchiesta per indagare sulla costituzionalità dell'accordo tra Globo e Time-Life. Il CPI, presieduto dal deputato Roberto Saturnino Braga e relatore il deputato Djalma Marinho, ha dato parere sfavorevole a Globo, sostenendo che la società americana partecipava alla guida intellettuale e amministrativa dell'emittente. Nel febbraio 1967, il governo modificò la legislazione sulle concessioni delle telecomunicazioni, creò restrizioni sui prestiti da fonti esterne e sull'assunzione di assistenza tecnica dall'estero, ma riconobbe la legalità dei precedenti contratti tra Globo e Time-Life. 
Con il declino dei concorrenti Tupi ed Excelsior e la collaborazione con la dittatura militare, TV Globo guadagnò rapidamente importanza nazionale. Oltre alla forza dell'emittente televisiva e ad avere "O Globo" tra i giornali più venduti a Rio de Janeiro e Rádio Globo leader nel pubblico di Rio, Roberto Marinho ha diversificato le sue attività commerciali con allevamenti di bestiame, centri commerciali e una delle più grandi collezioni d'arte del Sud America. 
Il sostegno di Marinho al regime militare continuò per tutti gli anni '70. Nel 1972, l'allora presidente Emílio Garrastazu Médici dichiarò addirittura: "Mi sento felice ogni sera quando guardo il telegiornale. Perché, al telegiornale Globo, il mondo è nel caos, ma il Brasile è in pace". Anche con la fine della censura precedente nel 1976, le notizie continuarono ad allinearsi con i militari.
A quel tempo, la rete mediatica Globo era la società di media più potente del paese. Il documentario televisivo britannico Beyond Citizen Kane (1994) di Channel 4 esaminò criticamente il ruolo di Marinho in questo periodo e i suoi stretti legami con la dittatura. D'altra parte, durante la dittatura militare, Marinho dette rifugio ai giornalisti critici nella sua redazione. Nel settembre 2013, Globo si scusò per aver sostenuto la dittatura militare. Questo è stato in gran parte visto come una manovra tattica dal gigante dei media, perché il coinvolgimento del gruppo mediatico con le élite statali diventò il fulcro delle proteste sociali a livello nazionale.

### Dopo la dittatura
Dal 1985 al 1993 fu presidente anche di Telemontecarlo, nel periodo in cui Rede Globo deteneva il controllo dell'emittente monegasca di lingua italiana.
Nelle elezioni presidenziali del 1989, Globo fece apertamente campagna per il favorito di Marinho, Fernando Collor de Mello; l'emittente coprì il partito di sinistra di Luiz Inácio Lula da Silva con una campagna diffamatoria. Anche i sondaggi furono  manipolati a favore di Collor de Mello dopo un dibattito televisivo. Un giorno dopo il dibattito – e tre giorni prima delle elezioni – TV Globo trasmise una compilation del duello, che fu a svantaggio di Lula. La chiara intenzione era quella di screditare il candidato del Partito dei Lavoratori (PT). Collor de Mello alla fine vinse le elezioni con un vantaggio di cinque punti percentuali. Il cosiddetto "fenomeno Collor" tuttavia non durò a lungo, e due anni e mezzo dopo, il presidente dovette dimettersi dall'incarico a causa della corruzione.
Nel 1993 fu eletto al Consiglio della Accademia Brasiliana delle Lettere, succedendo a Otto Lara Resende. 
Durante il procedimento di impeachment contro Dilma Rousseff, l'ex presidente Lula da Silva accusò i Marinho, in un discorso pubblico, di promuovere attivamente l'impeachment contro il presidente Rousseff. "Globo è contento di ogni menzogna", gridò con voce rauca, "sono in combutta con le vecchie élite". La folla cantò: "Il popolo non è stupido – Globo deve andarsene!" Accanto al palco fu appeso un grande manifesto: "Globo out!". Niente di tutto questo apparve nei servizi dei media Globo.

### Decesso
Morì nel 2003, quasi centenario, per le complicazioni di un tumore polmonare.

## Vita privata
Si sposò tre volte: nel 1946 con Stella Goulart, nel 1971 con Ruth Albuquerque e nel 1991 con Lily de Carvalho, figlia di un inglese e di madre francese. Ebbe quattro figli maschi, tutti dalla prima moglie: Roberto Irineu, João Roberto e José Roberto assunsero poi la guida del gruppo, mentre il secondogenito Paulo Roberto morì a soli 19 anni. José Roberto destò scandalo negli anni 70 per la sua relazione con la giornalista afrobrasiliana Glória Maria, che lavorava alla Globo.
Cattolico conservatore, si oppose alla teologia della liberazione, il che portò a intensi dibattiti con il suo amico Dom Hélder Câmara che fu arcivescovo della diocesi "miseramente povera" di Olinda e Recife dal 1964 al 1985, proprio durante il periodo della dittatura militare.  Marinho ammirava molto Giovanni Paolo II come papa.
La sua più grande passione dal 1939 sono stati gli sport equestri: Marinho cadde spesso da cavallo e in una di queste circostanze si ruppe tre costole ma dopo essersi ripreso riuscì anche a vincere il campionato brasiliano di salto ostacoli sei volte. Praticò per buona parte della sua vita la pesca subacquea in apnea: l'ultima immersione la effettuò a ottant'anni compiuti. 
Fu anche un importante collezionista d'arte. Della Coleção Roberto Marinho fecero parte circa 1.400 dipinti, dal modernismo alla pittura astratta di artisti brasiliani e stranieri.

## Premi
- Premio Maria Moors Cabot: 1957 (menzione speciale), 1965[21]